# Ein sehr kurzer Roman

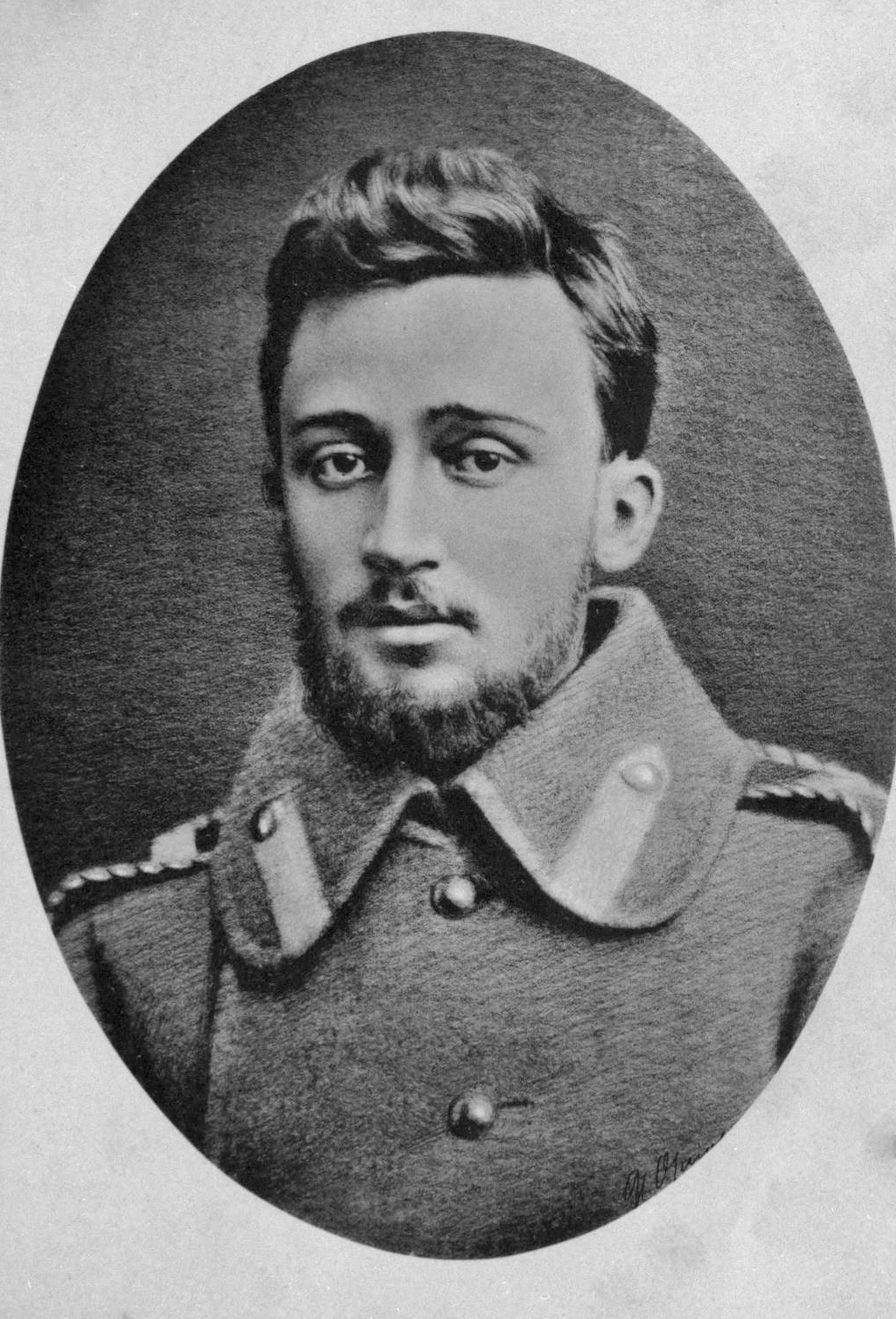
Garschin im Kriegsjahr 1877

Ein sehr kurzer Roman (russisch Очень коротенький роман, Otschen korotenki roman) ist eine Kurzgeschichte des russischen Schriftstellers Wsewolod Garschin, die 1878 im Oktoberheft der Sankt Petersburger satirischen Zeitschrift Strekosa (Die Libelle) erschien.
Den Untertitel Der weinende Mann habe der Autor in Anlehnung an Hugos Lachenden Mann gewählt.

## Inhalt
Sankt Petersburg anno 1877: Der junge Ich-Erzähler lernt im Frühjahr Marja Iwanowna G., genannt Mascha, auf dem Newa-Kai Newskij kennen. Aus Gesprächen mit dem Erzähler erfährt Mascha, dieser ist für den Krieg. Daher folgert die Schöne, muss er auch am Krieg teilnehmen. Der Erzähler lässt sich von der redegewandten Mascha in den Krieg schicken. Er möge doch bitte aus der Schlacht heimkehren. Denn dann, so verspricht Mascha, werde sie ihn heiraten.
Der Erzähler zieht ins Feld; marschiert durch Rumänien und wird nach seinem ersten Kampf gegen die Osmanen mit dem Georgskreuz dekoriert. Nach dem nächsten Gefecht muss dem Erzähler das rechte Bein amputiert werden. Im Sommer erhält er, nach Petersburg zurückgebracht, ein Holzbein. Nun kann der Krüppel zu Mascha in die Galernaja humpeln. Seine Briefe blieben nämlich unbeantwortet. Was er in Maschas Wohnung erblickt, ist leicht durchschaubar. Das Mädchen ist inzwischen die Braut eines anderen. Der Erzähler wirkt bei der lustigen Hochzeit als Brautführer mit und begibt sich hernach heim in sein einsames, kaltes Bett.

## Deutschsprachige Ausgaben
Verwendete Ausgabe
- Ein sehr kurzer Roman. S. 43–49 in Wsewolod M. Garschin: Die Erzählungen. Übertragen und mit Nachwort von Valerian Tornius. 464 Seiten. Dieterich’sche Verlagsbuchhandlung, Leipzig 1956 (Sammlung Dieterich, Bd. 177)